# 셋 (드라마)
《셋》은 2021년 12월 10일에 방영한 《KBS 드라마 스페셜 2021》 시리즈 중 일곱 번째 작품이다.

## 줄거리
성범죄의 상처를 안고 살아가던 친구 셋이 복수를 위해 12년 만에 다시 모이면서 벌어지는 일을 그린 서스펜스 스릴러 드라마.
종장리는 시내에서 버스로 한 시간이 넘도록 달려야만 나타나는 작은 마을이다. 그곳에 사는 동갑내기 소꿉친구인 세 명의 여중생은 고충도 각자 있지만, 그래도 서로가 있기에 웃을 수 있었다. 하지만 이 셋의 일상은 형주의 엄마가 재혼하면서 끔찍하게 일그러진다. 형주의 계부에게 성적 학대를 당하고도 협박과 비디오로 인해 용기낼 수 없었다. 셋은 고민 끝에 계부를 죽이고자 힘을 모으지만, 결국 불발되고 뿔뿔이 흩어지고 만다.
12년 후, 그때의 상처가 더욱 덧나기만 하는 종희에게, 12년 전 그날 하기로 했던 것을 기억하냐고 전화가 온다. 종희는 친구들과 함께 계부를 없애고 이 모든 고통을 끝낼 생각으로 종장리로 향한다. 그러나 오랜만에 만난 친구들은 각자만의 어떤 비밀이 있는 듯하고, 계속 계획에 어긋나는 변수가 발생하면서 사건은 예기치 못한 데로 흘러간다.

## 등장 인물

### 주요 인물
- 소주연 : 김종희 역 (아역 - 이가연)
- 정이서 : 우형주 역 (아역 - 박윤영)
- 조인 : 강보리 역 (아역 - 소아린)
- 김종태 : 조병구 역 - 경찰, 좋은 사람처럼 보이지만 실상은 추악한 속내를 지닌 성범죄자

### 그 외 인물
- 정유미 : 형주의 어머니 역 - 과거 남편과 사별한 뒤 형주를 홀로 키우다 조병구와 재혼했다.
- 최솔희 : 담임교사 역
- 오기환
- 이재성 아나운서
- 정규영

### 특별출연
- 송민재

### 목소리 출연
- 김도연 아나운서
- 남현종 아나운서
- 신수아 기자
- 이기주 기자